# Alejandro Magariños Cervantes

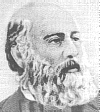
Alejandro Magariños Cervantes

Alejandro Magariños Cervantes (* 3. Oktober 1825 in Montevideo; † 1893 in Rocha) war ein uruguayischer Politiker, Schriftsteller, Hochschullehrer und Rechtsanwalt.

## Leben
Magariños Cervantes, der sein Studium der Rechtswissenschaften in Spanien absolvierte und mit der Promotion abschloss, kehrte nach einer sich daran anschließenden längeren Reise durch Frankreich im Jahre 1855 zurück nach Uruguay. Im selben Jahr begann er als Rechtsanwalt zu arbeiten und wurde Generalkonsul von Buenos Aires. Ein Jahr später erfolgte seine Rückkehr nach Montevideo, nachdem ihn Präsident Bernardo Prudencio Berro zum Staatsanwalt ernannt hatte. Nach dem Sieg von Venancio Flores in der Versammlung von 1865 entschied er sich jedoch erneut nach Buenos Aires zu emigrieren. Unter der Präsidentschaft Lorenzo Batlles kehrte er aber wiederum zurück in seine Heimat und übernahm nach seiner Ernennung das Amt des Finanzministers. Zeitgleich begann er, an der juristischen Fakultät der Universidad de la República seine Dozententätigkeit.
Vom 14. Januar 1869 bis zum 12. März desselben Jahres führte er für wenige Wochen das Außenministerium seines Heimatlandes.
1878, während der Regierungszeit Lorenzo Latorres wurde er sodann Rektor der Universidad de la República und übte diese Funktion bis 1880 aus. Schließlich hatte er bis zu seinem Tode im Jahr 1893 noch einen Sitz im Senat inne.
Zudem war er einer der bedeutendsten uruguayischen Schriftsteller des 19. Jahrhunderts.